# Parafia Narodzenia św. Jana Chrzciciela w Kamieńcu
Parafia Narodzenia św. Jana Chrzciciela w Kamieńcu należy do diecezji gliwickiej (dekanat Pyskowice). 

## Miejscowości
- Kamieniec
- Boniowice (ulica Gliwicka),
- Księży Las,
- Łubki,
- Zbrosławice-Nierada.

## Cmentarze
- Parafialny w Kamieńcu – przy kościele
- Parafialny w Księżym Lesie – przy kościele

## Porządek Mszy Św.
w niedziele i święta:
- w Kamieńcu: 7:00, 11:00
- w Księżym Lesie:  9:00

w dni powszednie:
- w Kamieńcu: 18:00
- w Księżym Lesie w piątki: 17:00

## Ulice należące do parafii
- Kamieniec: Polna, Parkowa, Plac Wiejski, Sadowa, Sosnowa, Tarnogórska, Wiejska, Kwiatowa, Gliwicka
- Kamieniec-Nierada: Hutnicza, Wolności
- Boniowice: Gliwicka
- Księży Las: Jasionowa, Plac Wiejski, Tylna, Wiejska, Nowa, Leśna,
- Łubki: Chabrowa, Wiejska, Stokrotek
- Łubki-Kolonia: Chabrowa

## Liczba mieszkańców
- 1 427 osób

## Liczba wiernych
- 1 425 osób

## Odpusty
- W kościele parafialnym: 24 czerwca (najbliższa niedziela)
- W kościele filialnym: 29 września (najbliższa niedziela)

## Księgi metrykalne
Parafia prowadzi księgi ślubów od 1766 roku, chrztów od 1795 roku i zgonów od 1820 roku.

## Wieczysta adoracja
- W Kamieńcu: 10 grudnia
- W Księżym Lesie: 7 lipca

## Poprzedni proboszczowie i administratorzy parafii w Kamieńcu
- ks. Johannes Koske (1881–1923)
- ks. Paweł (Paul) Kalus (1923–1958)
- ks. Alfons Stiller (1958) - tymczasowy administrator
- ks. Alfons Otto (1958–1970)
- ks. Alfons Rymer (12.1970–03.1971) - proboszcz Zbrosławic, tymczasowy administrator
- ks. Norbert Bieniek (1971–1976)
- ks. Józef Rudek (1976–1984)
- ks. Konrad Czaplok (1984 - 2001)
- ks. Franciszek Jędrak (2001 - 2016)
- ks. Marcin Kazanowski (2016-

## Kapłani i siostry zakonne pochodzący z parafii
- ks. Stefan Liszka - 1983
- o. Marian Pyka OFM - 1998
- s. Elżbieta Perlak CSS (Zgromadzenie Sióstr Kanoniczek Ducha Świętego de Saxia) - 2005